# Il Robin Hood del Rio Grande
Il Robin Hood del Rio Grande (Blackjack Ketchum, Desperado) è un film del 1956 diretto da Earl Bellamy.
È un film western statunitense con Howard Duff, Victor Jory e Margaret Field. È basato sul romanzo del 1954  Kilkenny di Louis L'Amour ed è ispirato a Tom Ketchum, detto Black Jack, un pistolero del vecchio West (interpretato da Duff).

## Produzione
Il film, diretto da Earl Bellamy su una sceneggiatura di Luci Ward e Jack Natteford e un soggetto di Louis L'Amour (autore del romanzo), fu prodotto da Sam Katzman per la Clover Productions e girato nell'Iverson Ranch a Chatsworth, Los Angeles, nelle Alabama Hills a Lone Pine e nel Columbia/Warner Bros. Ranch a Burbank, in California, dal 19 settembre al 1º ottobre 1955.

## Distribuzione
Il film fu distribuito con il titolo Blackjack Ketchum, Desperado negli Stati Uniti nell'aprile 1956 (première a New York il 4 aprile) al cinema dalla Columbia Pictures.
Altre distribuzioni:
- in Svezia il 7 gennaio 1957 (Hämnaren från bergen)
- in Italia (Il Robin Hood del Rio Grande)
- in Brasile (O Pistoleiro Negro)